# シャトーヴィラン
シャトーヴィラン（仏: Châteauvilain）は、フランスのオーヴェルニュ＝ローヌ＝アルプ地域圏、イゼール県に属するコミューン。

## 地理
県都グルノーブルから北西へ45kmほどいった、県北部の丘陵地帯に位置する。基本は牧草地などの耕地だが、ところどころ林も残る。北西から南東にかけて通る県道520号から南に入った道に沿って南北に家々が連なる。古い家屋はみな屋根が茶色。北でシュキューと、南東でビオルと、南西でバディニエールと、北西でレ・ゼパールとそれぞれ接する。

## 行政
- 首長 - ダニエル・ゴード（Daniel Gaude）

議会は首長も含めて15人で構成される。

## 人口の推移[1]
| 1962年 | 1968年 | 1975年 | 1982年 | 1990年 | 1999年 | 2006年 | 2007年 |
| ------ | ------ | ------ | ------ | ------ | ------ | ------ | ------ |
| 354    | 365    | 355    | 429    | 438    | 484    | 622    | 603    |